# Polentone
Der Ausdruck Polentone ist ein im südlichen Italien umgangssprachlich und abschätzig gebrauchter Beiname für Norditaliener.

## Herkunft
Wörtlich übersetzt bedeutet der Ausdruck 'Polentafresser', was mit der Beliebtheit von Polenta im Norden Italiens zusammenhängt. Tatsächlich war die Polenta bis ins 20. Jahrhundert vor allem für den ärmeren Teil der Bevölkerung eines der Grundnahrungsmittel.
Mit dem Terminus wird hauptsächlich eine rüpelhafte, ungebildete Person beleidigt, die augenscheinlich dem Klischee des Polentaessers entspricht. Umgekehrt existiert der Ausdruck Terrone, der im Norden als abfällige Bezeichnung für Süditaliener verwendet wird.
In Norditalien, vor allem in der Lombardei, und im Kanton Tessin wird der Ausdruck scherzhaft auch für eine langsame oder etwas träge Person verwendet. Vermutlich, weil das Wort das Adjektiv "lento" (italienisch: langsam) beinhaltet.
Mit dem rumänischen Maisbrei Mămăligă werden ähnliche Konnotationen verbunden.